# Дон-Висозу
Дон-Висозу (порт. Dom Viçoso) — муниципалитет в Бразилии, входит в штат Минас-Жерайс. Составная часть мезорегиона Юг и юго-запад штата Минас-Жерайс. Входит в экономико-статистический микрорегион Итажуба. Население составляет 3155 человек на 2006 год. Занимает площадь 113,178 км². Плотность населения — 27,9 чел./км².

## История
Город основан 12 декабря 1953 года. 

## Статистика
- Валовой внутренний продукт на 2003 год составляет 11 228 029,00 реалов (данные: Бразильский институт географии и статистики).
- Валовой внутренний продукт на душу населения на 2003 год составляет 3621,95 реалов (данные: Бразильский институт географии и статистики).
- Индекс развития человеческого потенциала на 2000 год составляет 0,715 (данные: Программа развития ООН).